# Ханс Кнаперцбуш
Ханс Кнаперцбуш (Елберфелд, 12. март 1888 — Вупертал, 25. октобар 1965) је био немачки диригент, најпознатији по извођењу Рихард Вагнерове, Антон Брукнерове и Рихард Штраусове музике.
Кнаперцбуш, познат и под псеудонимом „Кна”, следио је традиционалну руту амбициозних диригената у Немачкој почетком 20. века, почевши од музичког асистента и напредујући до све виших диригентских места. Године 1922. постављен је за генералног директора баварске државне опере и на тој функцији је остао једанаест година. Године 1936. националсоцијалистичка немачка радничка партија га је отпустила. Био је чести гост диригент у Бечу и Бајројту, где су његова извођења Парсифала постале славне.
Студијско снимање му није одговарало, тако да су најпознатија његова снимања настала уживо током наступа у Бајроту. Преминуо је у 77. години.

## Биографија
Рођен је 12. март 1888. у Елберфелду, данашњем Вуперталу, као други син произвођача Густава Кнаперцбуша и његове супруга Јулије. Као дете свирао је виолину, а касније и корнет. До дванаесте године дириговао је средњошколским оркестром. Његови родитељи нису одобравали његове тежње за музичком каријером и послат је на студије филозофије на Универзитет у Бону. Од 1908. године похађао је и Келнски конзерваторијум, где је учио дириговање код директора Фрица Штајнбаха.
Дириговао је у позоришту Милхајм на Руру од 1910. до 1912. године. Према The New Grove Dictionary of Music and Musicians на Кнаперцбуша значајно су утицали асистент Зигфрид Вагнер и Ханс Рихтер у Бајројту.

### Елберфелд, Лајпциг, Десау и Минхен
Започео је каријеру као диригент у Елберфелду. Током Првог светског рата служио је у немачкој војсци као музичар, са седиштем у Берлину. У мају 1918. оженио се Еленом Селмом Нојхаус, која је такође дошла из Елберфелда. Имали су једну ћерку Аниту (1919—1938). После дириговања у Лајпцигу (1918—1919), наследио је Франца Микореја 1919. у Десау, поставши најмлађи немачки генерални директор.
Када је Бруно Валтер 1922. године отишао из Минхена у Њујорк, Кнаперцбуш га је наследио на месту генералног директора баварске државне опере. Године 1925. развео се од супруге, а следеће године се оженио Марион вон Лајпциг (1888—1984) са којом није имао децу, али су били до краја живота заједно.
Остао је у Минхену једанаест година. Похваљен је за своје дириговање и што је позвао диригенте као што су Рихард Штраус и Томас Бичам. После Парсифала из 1931. године, један рецензент је написао: „Мало диригената има храбрости да ову оперу прихвати. Професор Кнаперцбуш је, међутим, дао постигао добру уравнотежену интерпретацију пуну живота, филозофије и шарма”. Исти рецензент је приметио је да је Кнаперцбушово искуство у Бајројту пре рата дало предност у односу на конкуренте као што су Артуро Тосканини и Вилхелм Фуртвенглер. Био је музички конзервативан, али током свог боравка у Минхену дириговао је премијерама седам опера: Don Gil von den grünen Hosen Валтер Браунфелс, Das Himmelskleid Ермано Волф-Ферари, Samuel Pepys Алберт Коатс, Die geliebte Stimme Јаромир Вајнбергер, Lucedia Виторио Ђанини и Das Herz Ханс Пфицнер. Гостујући енглески диригент Адријан Боулт открио је да Кнаперцбушвим изведбама Моцарта недостаје ритмичка прецизност, али је похвалио његово дириговање Вагнером, напомињући да чак ни Артур Никиш није могао произвести изузетан наступ Тристан и Изолда.

### 1936—1945.
Године 1936. нацисти, који су били на власти у Немачкој од 1933. године, отказали су Кнаперцбуш доживотни уговор у државној опери јер је одбио да се придружи нацистичкој странци и често је био оштар према режиму, није се обазирао на буџетска ограничења, а Адолф Хитлер, који је имао идеје о музици, није волео његов спор темпо, називајући га „тај војни вођа”.
Током наредних девет година, Кнаперцбуш је углавном радио у Аустрији диригујући на бечкој државној опери и Салзбургшком фестивалу, настављајући дуго повезивање са Бечком филхармонијом. Дириговао је у Будимпешти и у Краљевској опери у Лондону. Дозвољено му је да настави да диригује под нацистичком влашћу, иако је Минхен за њега остао затворен. У Бечу је 30. јуна 1944. извео последњу представу у старом Staatsoper, који је сатима касније уништен бомбардовањем. Председник Бечке филхармоније подсетио је: 

### Послератни период
Након рата у Минхену је била широко распрострањена жеља за повратком Кнаперцбуша, али као и други водећи музичари који су радили под нацистичким режимом и он је био подвргнут процесу денацификације, а окупаторске америчке снаге именовале су Георга Солтија за генералног музичког директора државне опере. Солти, млади јеврејски музичар који је током рата био у егзилу у Швајцарској, подсетио је:
После овог Кнаперцбуш је углавном радио хонорарно. Одбио је позив за дириговање у Метрополитен опери у Њујорку, али је наставио да се појављује као гостујући уметник у Бечу и другде, и постао стуб Бајројтског фестивала. Дириговао је првим изведбама Прстен Нибелунга на послератном фестивалу 1951. Био је отворен у својој несклоности штедљивим и минималистичким продукцијама Виланда Вагнера, али се на фестивал враћао више пута до краја живота. Тамо је био највише повезан са Parsifal: од његових 95 наступа у Бајројту, 55 их је водио. Радио је углавном у Немачкој и Аустрији, али је с времена на време дириговао у Паризу, укључујући Тристан и Изолда 1956. године са Астрид Варнај у опери. Вратио се у баварску државну оперу 1954. године и тамо наставио да диригује до краја живота. Године 1955. вратио се у бечку државну оперу, да диригује Der Rosenkavalier као једном од представа одиграних у знак поновног отварања позоришта.
Године 1964. Кнаперцбуш је пао, од чега се никада није потпуно опоравио. Преминуо је 26. октобра следеће године у 77. години, у Вуперталу, а сахрањен је на гробљу Богенхаузен у Минхену. Његове колеге су га оплакивале. Године 1967. продуцент Џон Калшо написао је:

## Углед и наслеђе
Кнаперцбуш, познат и под псеудонимом „Кна”, описиван је као ruppigen Humanisten („груби хуманиста”). Био је способан за тираде на пробама, обично код певача: много се боље сналазио са оркестрима. Кулшо је о њему написао:

### Снимци
Кнаперцбуш није грамофон схватио тако озбиљно као неке његове колеге. Иако је похваљен због таквих снимака као што је његова верзија Бетовенове Симфонија бр. 7 из 1931, није их снимио у студију намењеном за то. Кулшо је написао:
За Decca Records, Кнаперцбуш је снимао углавном са бечком филхармонијом, али и са лондонском филхармонијом, оркестром париског конзерваторијума, оркестром Zurich Tonhalle и Романдије. Вагнер, укључујући комплетан студијски снимак Die Meistersinger, је доминирао, али су такође укључена дела Бетовена, Брамса, Брукнера, Шуберта, Штрауса (Јохан и породица као и Ричард), Чајковског и Вебера. На снимцима за Rundfunk im amerikanischen Sektor диригује берлинском филхармонијом Бетовенске симфоније бр. 8, Брукнерове симфоније бр. 8 и бр. 9, Хајднове симфоније бр. 94 и Шубертове Недовршене симфоније. Снимили су The Nutcracker и бечку музику за плес и оперету.
Неки од најприхваћенијих Кнаперцбушових снимака настали су током наступа у Бајројту 1950-их и 1960-их. Decca Records је издала Парсифала из 1951. године, а Philips Records снимио је перформанс из 1962. године. Обоје су остали у каталозима, а када је сет из 1962. пребачен на CD, Алан Блајт је написао у Gramophone, „ово је најдирљивији и најзадовољнији приказ Парсифала икад забележен и један који из различитих разлога неће бити лако надмашен. Нико данас не може да парира Кнаперцбушовој комбинацији линије и емоционалне снаге”. Године 1951. Decca Records је такође снимио The Ring под водством Кнаперцбуша, али из уговорних разлога тада није могао да буде објављен.